# Vilanova de Bellpuig

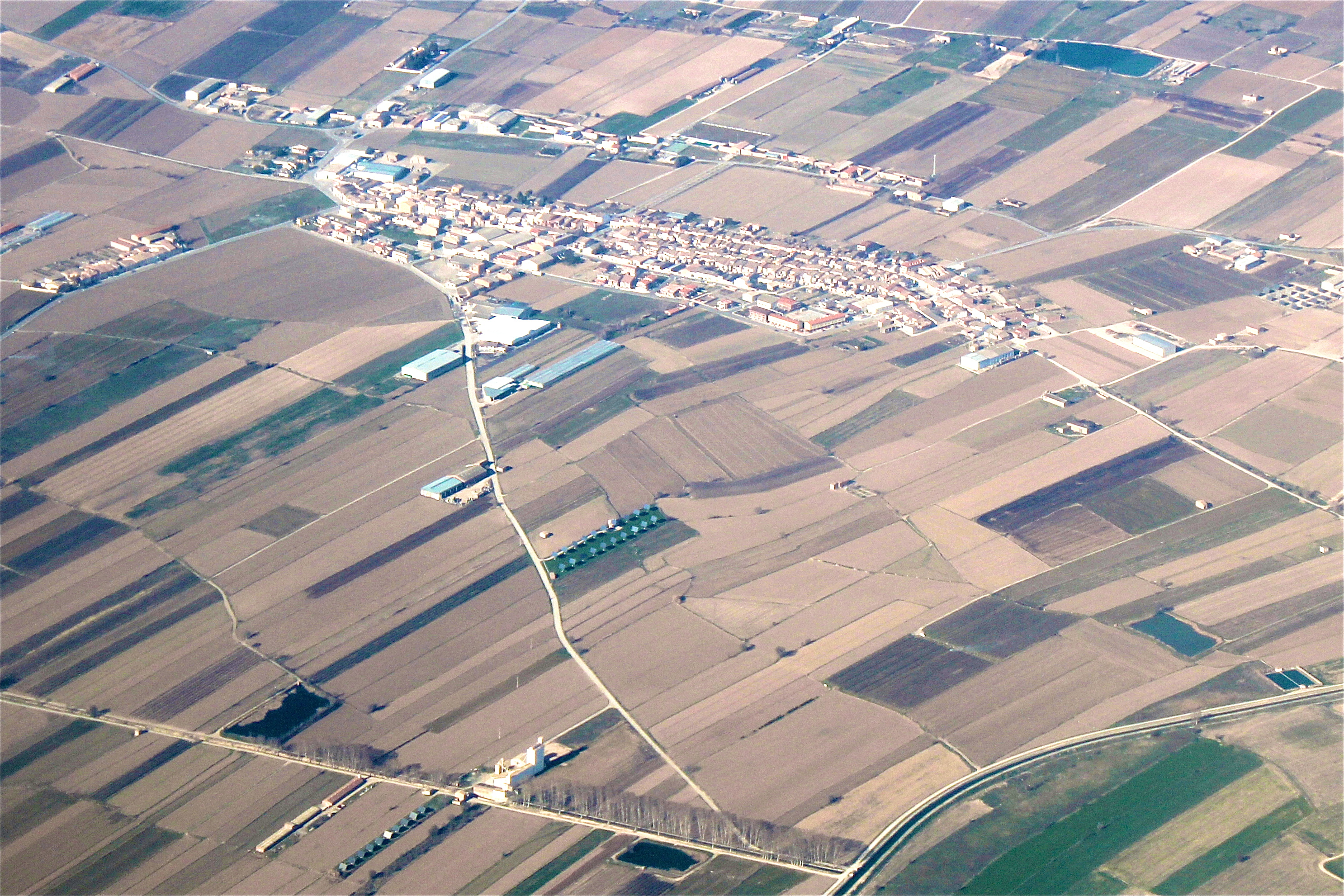
Vista aèria de Vilanova de Bellpuig

 Vilanova de Bellpuig es un municipio de Cataluña, España. Perteneciente a la provincia de Lérida, en la comarca de Plana de Urgel, situado  al SE. de ésta.

## Demografía
Cuenta con una población de 1168 habitantes (INE 2024).
| Gráfica de evolución demográfica de Vilanova de Bellpuig entre 1842 y 2021                                            |
| |
| Población de derecho según los censos de población del INE. Población de hecho según los censos de población del INE. |

| 1900 | 1930 | 1950 | 1970 | 1986 | 2006 |
| ---- | ---- | ---- | ---- | ---- | ---- |
| 1000 | 1568 | 1538 | 1366 | 1276 | 1100 |

## Administración
| Periodo   | Nombre                                                               | Partido           |
| --------- | -------------------------------------------------------------------- | ----------------- |
| 1979-1983 | Santiago Soldevila Carulla                                           | Independiente     |
| 1983-1987 | Santiago Soldevila Carulla                                           | Independiente     |
| 1987-1991 | Santiago Soldevila Carulla                                           | Independiente     |
| 1991-1995 | Santiago Soldevila Carulla                                           | CiU               |
| 1995-1999 | Santiago Soldevila Carulla (1995-1997) Joan Trull Borràs (1997-1999) | CiU               |
| 1999-2003 | Joan Trull Borràs                                                    | CiU               |
| 2003-2007 | Joan Trull Borràs                                                    | CiU               |
| 2007-2011 | Joan Trull Borràs                                                    | CiU               |
| 2011-2015 | Joan Trull Borràs                                                    | CiU               |
| 2015-2019 | Joan Trull Borràs                                                    | CiU               |
| 2019-2023 | M.Dolors Pascual Miquel                                              | Endavant Vilanova |

## Véase también

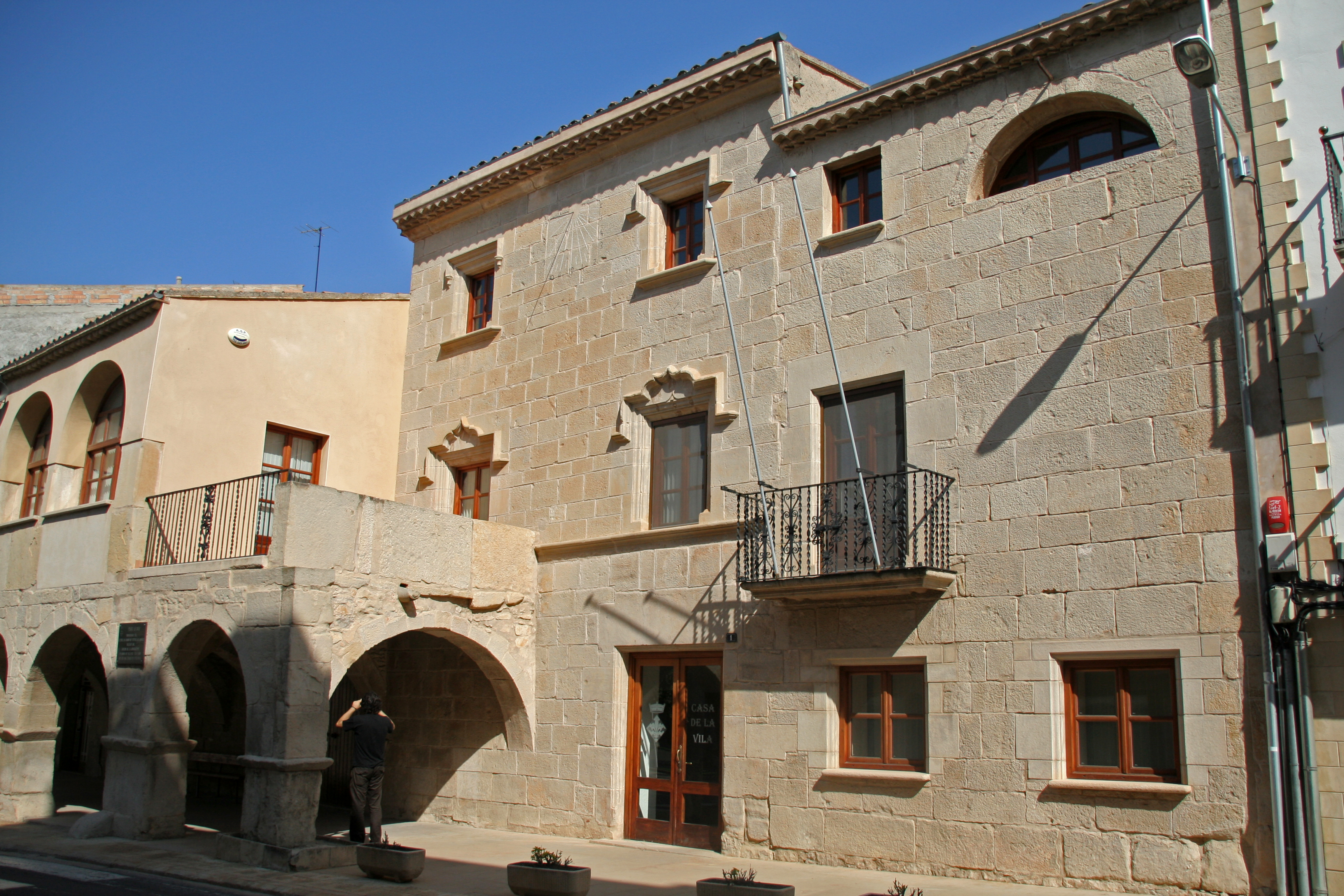
Ajuntament de Vilanova de Bellpuig